# Ignacy Miączyński (1760–1809)
Ignacy Miączyński herbu Suchekomnaty (ur. 8 lipca 1760, zm. 25 października 1809) – polski hrabia (1803), syn Józefa Bonawentury Miączyńskiego (rotmistrza, starosty kamienopolskiego). Często mylony z innym Ignacym Miączyńskim z Galicji.
Starosta szmidzyński, rotmistrz kawalerii, marszałek Stanów Galicyjskich, poseł do Napoleona I. Swoją młodość spędził na nauce w Paryżu. Był właścicielem ogromnych terenów Pieniak i okolicznych miejscowości (13 tys. hektarów), «pan na Zarwanicy, Zubowie, Dobropolu».
Fundator klasztoru i szpitala Sióstr Miłosierdzia w Załoźcach, klasztoru bazylianów w Podhorcach. Odznaczony Orderem Orła Białego i Orderem Siętego Stanisława z oboma orderami został sportretowany przez Heinricha Fűgera.
Od 1784 mąż Anny z Bielskich herbu Jelita (według Adama Bonieckiego, jego żoną była Aniela z Bielskich herbu Jelita, córka hr. Antoniego Bielskiego i Tekli z Kalinowskich, starościanki winnickiej i dobrzyniowskiej). 

## Potomkowie
- Mateusz Miączyński (ur. 1799, zm. 1863) – mąż Klementyny Potockiej, córki hr. Marcelego Potockiego
  - Alfonsyna Miączyńska (1836, zm. 1919) – małżonka Włodzimierza Dzieduszyckiego, założyciele Muzeum im. Dzieduszyckich we Lwowie